# Carry On (Chris Cornell)
Carry on è il secondo album solista dell'ex Soundgarden e ex Audioslave Chris Cornell, uscito il 6 maggio 2007 e prodotto dalla Suretone/Interscope Label.

## Il disco
L'album è trainato dal singolo You Know My Name, parte integrante della colonna sonora del film Agente 007 - Casinò Royale. Contiene una reinterpretazione di un successo di Michael Jackson, Billie Jean, e testi che lo stesso Cornell definisce "intimi ed introspettivi". Messo da parte il progetto Audioslave con Tom Morello, peraltro autore di un disco di protesta verso l'amministrazione Bush intitolato The Nightwatchman, Chris Cornell ha deciso di dare spazio alla sua "scrittura personale riprendendo pezzi nuovi e altri scritti, invece, quando avevo 18 anni, ma che suonano ancora piuttosto bene".

## Tracce
1. No Such Thing (Cornell) – 3:44
2. Poison Eye (Cornell) – 3:57
3. Arms Around Your Love (Cornell) – 3:34
4. Safe and Sound (Cornell) – 4:16
5. She'll Never Be Your Man (Cornell) – 3:24
6. Ghosts (Cornell) – 3:51
7. Killing Birds (Cornell) – 3:38
8. Billie Jean (Jackson) – 4:41
9. Scar on the Sky (Cornell) – 3:40
10. Your Soul Today (Cornell) – 3:27
11. Finally Forever (Cornell) – 3:37
12. Silence the Voices (Cornell) – 4:27
13. Disappearing Act (Cornell) – 4:33
14. You Know My Name (Cornell/Arnold) – 4:01
15. Today [bonus track] (Cornell) – 3:03
16. Roads We Choose [bonus track] (Cornell) - 3:51